# Elezioni parlamentari in Finlandia del 1945
Le elezioni parlamentari in Finlandia del 1945 si tennero il 17 e 18 marzo per il rinnovo dell'Eduskunta.
Furono le prime elezioni nel paese dopo la Seconda guerra mondiale; i comunisti si poterono presentare per la prima volta alle elezioni raggruppandosi nella Lega Democratica Popolare Finlandese, mentre era stato sciolto il Movimento Patriottico Popolare di matrice fascista.

## Risultati
| Liste                                        | Voti      | %     | Seggi |
| -------------------------------------------- | --------- | ----- | ----- |
| Partito Socialdemocratico Finlandese         | 425.948   | 25,08 | 50    |
| Lega Democratica Popolare Finlandese         | 398.618   | 23,47 | 49    |
| Lega Agraria                                 | 362.662   | 21,35 | 49    |
| Partito di Coalizione Nazionale              | 255.394   | 15,04 | 28    |
| Partito Popolare Svedese                     | 134.106   | 7,90  | 14    |
| Partito Progressista Nazionale               | 87.868    | 5,17  | 9     |
| Partito dei Piccoli Proprietari di Finlandia | 20.061    | 1,18  | –     |
| Sinistra Svedese                             | 8.192     | 0,48  | 1     |
| Partito Popolare Radicale                    | 1.623     | 0,10  | –     |
| Altri                                        | 3.904     | 0,23  | –     |
| Totale                                       | 1.698.376 |       | 200   |